# Магеровский, Евгений Львович
Евгений Львович Магеровский (11 декабря 1934 — 18 января 2009) — американский русист, государственный, общественный и религиозный деятель русского происхождения. Доктор политических наук, профессор кафедры россиеведения Джорджтаунского университета в Вашингтоне, полковник генерального штаба армейской разведки США, заместитель председателя Русской академической группы в США.

## Биография
Родился 11 декабря 1934 году в Праге. Его отец — Лев Флорианович Магеровский, создатели и хранитель знаменитого Бахметевского архива.
Учился в русской гимназии в Праге. После вступления советских войск в Чехословакию семья Магеровских переехала в американскую оккупационную зону Германии (1945 год). Продолжал образование в русской реальной гимназии в г. Регенсбург (Германия).
В 1948 году семья Магеровских переехала в США. Магеровский продолжил образование в Джордж Вашингтон Хай-Скул (Нью-Йорк), затем в Городском колледже Нью-Йорка получил диплом бакалавра искусств. Одновременно учился на офицерских курсах и в 1956 году получил чин младшего лейтенанта запаса. Преподавал в разных университетах, продолжая учебу в Русском институте Колумбийского университета на факультете политических наук. Подготовил и успешно защитил магистерскую, а потом и докторскую диссертацию и получил степень доктора исторических наук со специализацией по русской и восточно-европейской истории.
Магеровский Е. Л. продолжил дело своего отца по сбору, хранению и систематизации архивных материалов русской эмиграции, был попечителем архивов, переданных на хранение различными организациями Русского зарубежья и частными лицами в Колумбийский университет (Бахметевский архив).
Магеровский стал одним из основателей отделения славяноведения Нью-Йоркского университета (англ. New York University, NYU), частного исследовательского университета США, занимал должность заместителя начальника отделения славяноведения. Вёл преподавательскую работу в различных университетах США: читал курс по истории России и СССР в Институте советоведения при Миддлбери-Колледже, преподавал в Институте по изучению современной России Фордамского университета.
Одновременно с преподавательской и научно-исследовательской деятельностью Магеровский продолжал службу в стратегической разведке: консультировал Военное министерство США, служил оперативным офицером, командиром оперативного отделения стратегической разведки. В 1970-х гг. несколько лет служил академическим офицером в Институте Армии США по углубленному изучения России и стран Восточной Европы (впоследствии US Army Russian Institute — USARI) в г. Гармиш-Партенкирхен, Бавария, ФРГ, который занимался подготовкой специалистов по русскому языку, культуре, советской идеологии, экономики. Затем нёс службу в Военном министерстве США до выхода в отставку. Вышел в отставку после 35 лет службы в чине полковника.
После выхода в отставку продолжил преподавательскую работу в различных университетах США (Университете национальной обороны США, Джорджтаунском университете в Вашингтоне), а также работу в качестве консультанта и советника государственных и частных научно-исследовательских учреждений по вопросам международных отношений, государственной обороны и национальной безопасности.
Магеровский был Вице-председателем Русской академической группы в США. Редактор ежегодного альманаха «Записки Русской академической группы в США». В 1980—1986 годах Магеровский был также редактором «Нового журнала» — ежеквартального литературно-публицистического журнала Русского зарубежья.
Активно участвовал в жизни русских эмигрантов. В 2000-е годы встал в резкую оппозицию готовившемуся Акту о каноническом общении между РПЦЗ и Московским патриархатом, завёл блог в «Живом Журнале», в котором критически высказывался как в отношении Московского Патриархата, так и постсоветской России. В 2007 году покинул РПЦЗ и присоединился к неканоническому Временного высшего церковного управления (ВВЦУ РПЦЗ) при епископе Агафангеле (Пашковском) в состав Временного церковного совета Североамериканского округа РПЦЗ, принимал активное участие в его работе и в работе «V Всезарубежного Собора».
Жена — Екатерина Викторовна Магеровская (урождённая Брунст). Дочь Елизавета.
Скончался 18 января 2009 года в 7 часов утра в Нью-Йорке. Отпевание состоялось 20 января в храме Сергия Радонежского на Толстовской ферме под Нью-Йорком. В тот же день похоронен на кладбище ветеранов вооруженных сил США в Хэмпстеде.

## Публикации
- Пророк, обёрнутый вспять: С. Г. Пушкарёв, 1888—1984 // Записки Русской академической группы в США. Нью-Йорк, 1986. — Т. ХIХ. — С. 8-9.
- Памяти Романа Борисовича Гуля // Новый журнал. — 1986. — № 164. — С. 7-13.
- Русские и Чехия // Записки РАГ в США. 2002. — Т. 31. — С. 9-10.
- Победить молитвой оцепенение: письмо д-ра Е. Магеровского из Нью-Йорка Патриарху Московскому и всея Руси Алексию II  // Гражданинъ. 2003. — № 1. — С. 101.
- Зарубежная Россия: Архив русской академической группы в США (Киннелон, штат Нью-Джерси) // Русская газета. 2005. — № 40 (111). (соавтор: Т. И. Ульянкина)
- Зарубежная Россия: архив русской академической группы в США // Природа. — 2005. — № 40. — С. 67-81.
- Государственный террор в Советском Союзе, 1917—1984: сборник материалов / сост. Е. Л. Магеровский; предисл. Николая Толстого. — Нью-Йорк : Assoc. of Russ.-Amer. scholars in the U.S.A., 2011. — 610 с. — ISBN 0-943303-38.